# 清河長公主
清河長公主（せいかちょうこうしゅ、生没年不詳）は、中国三国時代の魏の長公主。父は曹操。母は劉夫人。同母兄弟は曹昂・曹鑠。異母兄弟は曹丕・曹植・曹節（献穆皇后）ら。

## 生涯
以下の記述は裴松之が注に引用する『魏略』の記述による。
曹操が娘の婿候補を捜した時、旧友である丁沖の子の丁儀が聡明で、人望もあるとの評判を聞き、曹丕に相談した。しかし曹丕は「丁儀は眇（すがめ、隻眼のような容貌）なので、そんな醜い男ではあなたの愛娘は喜ばれないでしょう」と答え、さらに「嫁ぎ先は伏波将軍（夏侯惇）の子である子林（夏侯楙の事、曹丕の親類で友人）が最適でしょう」と言った。そこで曹操は丁儀との婚姻を取り消して、彼女を夏侯楙に嫁がせた。しかし後に、曹操は丁儀と対面して彼の聡明さを改めて知り、やはり丁儀が娘婿に相応しかったと後悔し「息子が私を誤らせた」と言ったという。これ以来、丁儀は曹丕を怨むようになり、弟の丁廙とともに曹丕の同母弟の曹植に荷担し、彼を太子に推薦するようになったという。
後に曹植が上京して、曹丕に謝罪する際に彼女に仲介を依頼した。ところが関所の役人がそのことを奏上したため、曹丕は人を派遣して迎えさせたが、突然曹植の行方がわからなくなったために、生母の卞太后は彼が自殺したのでないかと、心配して泣き出した。間もなく曹植は生きたまま顔を出して、首を差し出して兄に対して謝罪した。
夫の夏侯楙はケチな上に好色で、多くの愛妾を囲っていたため、夫婦の仲が険悪だった。後に夏侯楙は、弟の夏侯子臧・夏侯子江らの礼に外れた行いを叱責した。弟たちは自分たちに災いが及ぶのを恐れ、夏侯楙の罪をでっち上げて嫂である公主を抱き込み、彼女を通じて彼女の甥の曹叡（明帝）に讒訴させた。曹叡自身も夏侯楙を嫌っていたので、これを処刑しようとした。しかし段黙が夏侯楙を弁護したので、再度の調査が行われた。その結果、公主や弟らのでっち上げだったという事実が判明したという。